# خودوریف
خودوریف (به روسی: Ходорів) شهری است در استان لویو که در کشور اوکراین قرار دارد. جمعیت این شهر ۹,۱۰۸ نفر (۲۰۲۱ تخمینی) است.